# 托马斯·阿尔斯特伦
托马斯·阿尔斯特伦（瑞典語：Thomas Ahlström，1952年7月17日—），瑞典男子足球运动员，司职中场、前锋。他曾代表瑞典国家队参加1974年国际足联世界杯，结果队伍止步第二轮。